# Margaret Jahnen
Margaret Jahnen (* in den 1930er Jahren) ist eine deutsche Filmschauspielerin.

## Biografie
Jahnen trat 1957 in dem vielfach ausgezeichneten Kriminalthriller von Robert Siodmak Nachts, wenn der Teufel kam erstmals in Erscheinung. Sie spielte die Jüdin, Frau Weinberger. Die Hauptrollen waren mit Claus Holm, Mario Adorf und Hannes Messemer besetzt. Ihre nächste Filmrolle hatte sie in Géza von Radványis mit Lilli Palmer, Romy Schneider und Therese Giehse besetztem Filmdrama Mädchen in Uniform (1958) als englische Lehrerin Miss Evans. In der Literaturverfilmung nach Johannes Mario Simmel Mein Schulfreund von 1960, traf Jahnen erneut auf Robert Siodmak. Neben Heinz Rühmann und dessen Frau Hertha Feiler war auch Mario Adorf mit von der Partie. Jahnen war als Schwester Camilla besetzt. Im selben Jahr stand auch das Kriegsfilmdrama Fabrik der Offiziere von Frank Wisbar mit Helmut Griem, Horst Frank und Carl Lange in den Hauptrollen auf dem Drehplan der Schauspielerin. Sie verkörperte Sybille Bachner. Hans Hellmut Kirst lieferte die Vorlage für das Widerstandsdrama.
In Stuart Rosenbergs Filmdrama Frage Sieben (1961) verkörperte Jahnen Gerda Gottfried, die Mutter eines 15-jährigen Pastorensohns, der hofft, die Aufnahme in ein Musikkonservatorium zu schaffen. Die Aufnahmeprüfung beinhaltet sieben Fragen. Im Jahr 1963 wirkte Jahnen in ihren letzten beiden Kinofilmen mit, zum einen in Byron Haskins Abenteuer- und Fantasyfilm Kapitän Sindbad mit Guy Williams in der Titelrolle und Heidi Brühl als Prinzessin Jana. Sie verkörperte eine Zofe. Zum anderen in Rolf Hädrichs deutsch-französisch-italienischer Koproduktion, dem Filmdrama Verspätung in Marienborn mit José Ferrer, Nicole Courcel und Sean Flynn, in dem Jahnen einer Mrs. Stein Ausdruck verlieh.
Seit 1962 wirkte die Schauspielerin auch in Fernsehproduktionen mit, wie beispielsweise in einer Serienfolge der Fernsehserie Die fünfte Kolonne. Für den 1967 erschienenen US-amerikanischen Thriller Kaltblütig von Richard Brooks nach einem Roman von Truman Capote synchronisierte Jahnen Ruth Storey in ihrer Rolle als Mrs. Clutter. Letztmals wird sie 1969 in einer Folge des Kriminalmuseums gelistet.
Margaret Jahnens Spur verliert sich sodann.

## Filmografie (Auswahl)
- 1957: Nachts, wenn der Teufel kam
- 1958: Mädchen in Uniform
- 1960: Mein Schulfreund
- 1960: Fabrik der Offiziere
- 1961: Frage Sieben
- 1962: Kapitän Sindbad
- 1963: Verspätung in Marienborn

### Fernsehen
- 1962: Der erste Frühlingstag
- 1963: Die fünfte Kolonne (Fernsehserie, Folge Das gelbe Paket)
- 1965: Das Rendezvous
- 1966: Frühlings Erwachen
- 1969: Der Rückfall
- 1969: Das Kriminalmuseum (Fernsehserie, Folge Komplizen)